# Vooruitgang en Armoede
Vooruitgang en Armoede (originele titel: Progress and Poverty: An Inquiry into the Cause of Industrial Depressions and of Increase of Want with Increase of Wealth: The Remedy) is een boek van sociaal theoreticus en econoom Henry George dat werd gepubliceerd in 1879. Het boek onderzoekt de vraag waarom armoede gepaard gaat met economische en technologische vooruitgang en waarom economieën de neiging hebben tot cyclische hoogte- en dieptepunten. George gebruikt geschiedenis en deductieve logica om te pleiten voor een radicale oplossing die zich richt op het belasten van de financiele opbrengsten ten gevolge van het bezit van natuurlijke hulpbronnen en grond.
Er werden miljoenen exemplaren verkocht en hiermee werd het een van de bestverkochte boeken van einde van de 19e eeuw. Het hielp het Progressieve Tijdperk op gang komen en vormde de basis voor een wereldwijde sociale hervormingsbeweging rond de ideologie die nu bekend staat als het 'Georgisme'.